# Oeiras Open Challenger III 2021 - Doppio
Nuno Borges e Francisco Cabral erano i detentori del titolo, ma sono stati sconfitti dai nuovi vincitori Hunter Reese e Sem Verbeek, che in finale hanno sconfitto Sadio Doumbia / Fabien Reboul con il punteggio di 4-6, 6-4, [10-7].

## Teste di serie
1. Aisam-ul-Haq Qureshi /  Matt Reid (primo turno)
2. Luis David Martínez /  David Vega Hernández (primo turno)

1. Romain Arneodo /  Szymon Walków (quarti di finale)
2. Miguel Ángel Reyes Varela /  Fernando Romboli (primo turno)

## Wildcard
1. Nuno Borges /  Francisco Cabral (semifinale)
2. João Domingues /  Frederico Ferreira Silva (primo turno)

1. Gastão Elias /  Gonçalo Falcão (primo turno)

## Tabellone

### Legenda
| - Q = Qualificato - WC = Wild card - LL = Lucky loser | - ALT = Alternate - SE = Special Exempt - PR = Protected Ranking | - w/o = Walkover - r = Ritirato - d = Squalificato |

|  | Primo turno        | Primo turno                  | Primo turno                  | Primo turno | Primo turno |  |  | Quarti di finale      | Quarti di finale      | Quarti di finale   | Quarti di finale   | Quarti di finale   |   |   | Semifinali                  | Semifinali                  | Semifinali               | Semifinali               | Semifinali |   |      | Finale | Finale | Finale | Finale | Finale |  |
|  |                    |                              |                              |             |             |  |  |                       |                       |                    |                    |                    |   |   |                             |                             |                          |                          |            |   |      |        |        |        |        |        |  |
|  | 1                  | A-u-H Qureshi M Reid         | 2                            | 6           | [13]        |  |  |                       |                       |                    |                    |                    |   |   |                             |                             |                          |                          |            |   |      |        |        |        |        |        |  |
|  |                    | F Coria E Gómez              | 6                            | 2           | [15]        |  |  | F Coria E Gómez       | F Coria E Gómez       | F Coria E Gómez    | 6                  | 4                  |   |   |                             |                             |                          |                          |            |   |      |        |        |        |        |        |  |
|  | S Johnson M Schnur | S Johnson M Schnur           | 2                            | 7           | [10]        |  |  | S Johnson M Schnur    | S Johnson M Schnur    | S Johnson M Schnur | 7                  | 6                  |   |   |                             |                             |                          |                          |            |   |      |        |        |        |        |        |  |
|  | R Matos P Sousa    | R Matos P Sousa              | 6                            | 5           | [7]         |  |  |                       |                       |                    |                    |                    |   |   | S Johnson M Schnur          | S Johnson M Schnur          | S Johnson M Schnur       | 62                       | 3          |   |      |        |        |        |        |        |  |
|  | 4                  | MÁ Reyes Varela F Romboli    | MÁ Reyes Varela F Romboli    | 3           | 4           |  |  |                       |                       | S Doumbia F Reboul | S Doumbia F Reboul | S Doumbia F Reboul | 7 | 6 |                             |                             |                          |                          |            |   |      |        |        |        |        |        |  |
|  |                    | R Jebavý J Veselý            | R Jebavý J Veselý            | 6           | 6           |  |  | R Jebavý J Veselý     | R Jebavý J Veselý     | 2                  | 7                  | [7]                |   |   |                             |                             |                          |                          |            |   |      |        |        |        |        |        |  |
|  | S Doumbia F Reboul | S Doumbia F Reboul           | S Doumbia F Reboul           | 6           | 6           |  |  | S Doumbia F Reboul    | S Doumbia F Reboul    | 6                  | 69                 | [10]               |   |   |                             |                             |                          |                          |            |   |      |        |        |        |        |        |  |
|  | H Dellien L Mayer  | H Dellien L Mayer            | H Dellien L Mayer            | 4           | 3           |  |  |                       |                       |                    |                    |                    |   |   | Sadio Doumbia Fabien Reboul | Sadio Doumbia Fabien Reboul | 6                        | 4                        | [7]        |   |      |        |        |        |        |        |  |
|  |                    | P Martínez B Zapata Miralles | 3                            | 6           | [9]         |  |  |                       |                       |                    |                    |                    |   |   |                             |                             | Hunter Reese Sem Verbeek | Hunter Reese Sem Verbeek | 4          | 6 | [10] |        |        |        |        |        |  |
|  | WC                 | N Borges F Cabral            | 6                            | 3           | [11]        |  |  | WC                    | N Borges F Cabral     | N Borges F Cabral  | 7                  | 6                  |   |   |                             |                             |                          |                          |            |   |      |        |        |        |        |        |  |
|  | WC                 | G Elias G Falcão             | G Elias G Falcão             | 1           | 3           |  |  | 3                     | R Arneodo S Walków    | R Arneodo S Walków | 5                  | 3                  |   |   |                             |                             |                          |                          |            |   |      |        |        |        |        |        |  |
|  | 3                  | R Arneodo S Walków           | R Arneodo S Walków           | 6           | 6           |  |  |                       |                       |                    |                    |                    |   |   | WC                          | N Borges F Cabral           | N Borges F Cabral        | 4                        | 4          |   |      |        |        |        |        |        |  |
|  | WC                 | J Domingues F Ferreira Silva | 6                            | 64          | [8]         |  |  |                       |                       |                    | H Reese S Verbeek  | H Reese S Verbeek  | 6 | 6 |                             |                             |                          |                          |            |   |      |        |        |        |        |        |  |
|  |                    | G Oliveira Y Uchiyama        | 1                            | 7           | [10]        |  |  | G Oliveira Y Uchiyama | G Oliveira Y Uchiyama | 6                  | 5                  | [3]                |   |   |                             |                             |                          |                          |            |   |      |        |        |        |        |        |  |
|  |                    | H Reese S Verbeek            | H Reese S Verbeek            | 6           | 7           |  |  | H Reese S Verbeek     | H Reese S Verbeek     | 2                  | 7                  | [10]               |   |   |                             |                             |                          |                          |            |   |      |        |        |        |        |        |  |
|  | 2                  | LD Martínez D Vega Hernández | LD Martínez D Vega Hernández | 1           | 5           |  |  |                       |                       |                    |                    |                    |   |   |                             |                             |                          |                          |            |   |      |        |        |        |        |        |  |